# فردریک مریمن (ورزشکار دو و میدانی)
فردریک مریمن (انگلیسی: Frederick Merriman; ‏ ۱۸ مهٔ ۱۸۷۳ – ۲۷ ژوئن ۱۹۴۰) ورزشکار طناب‌کشی اهل بریتانیا بود.